# مستعمرة خليج ماساتشوستس
مستعمرة خليج ماساتشوستس (بالإنجليزية: Massachusetts Bay Colony) كانت مُستعمرة إنجليزية على الساحل الشرقي لأمريكا الشمالية في منطقة نيو إنجلاند خلال القرن السابع عشر.
كانت أولى المستعمرات التي أنشأتها جماعة التَطَهُريون أو البيورتانيون، وأكبر وأكثر أهمية من مستعمرة بليموث. بدأت كمشروع تجاري للصيد البحري وفيما بعد وفد إليها آلاف من البيوريتانيين الذين يعملون في الزراعة.
عام 1629، حصل مُنشئو المُستعمرة الأوائل على ميثاق بالحكم الذاتي للمُستعمرة، حين حكمها جون وينثروب الذي قاد أول موجة كبيرة من المهاجرين من إنجلترا عام 1630، حيث سُجلت البداية الرسمية لهذه المُستعمرة. وعُرفت هذه الهجرة بالهجرة الكبيرة، حيث جاء حوالي 25.000 من البيوريتانيين إلى ماساتشوستس هربًا من اضطهاد الكنيسة الأنجليكانية خلال حكم تشارلز الأول. حكمها وينثروب لمدة 12 من السنوات العشرين الأولى للمُستعمرة.